# 3222-es mellékút (Magyarország)
A 3222-es számú mellékút egy közel 11 kilométeres hosszúságú, négy számjegyű mellékút Jász-Nagykun-Szolnok vármegye középső részén; Tiszagyenda nyugati határszélétől húzódik Kunhegyes központjáig.

## Nyomvonala
Tiszagyenda nyugati külterületei között ágazik ki a 3216-os útból, annak a 17+250-es kilométerszelvénye közelében, keleti irányban, a tiszaroffi árapasztó tározónak az előbbi úttal párhuzamosan húzódó töltésétől néhány lépésnyire. Bő fél kilométer megtétele után éri el a község lakott területének nyugati szélét, ahol a II. Rákóczi Ferenc út nevet veszi fel. 1,6 kilométer után már újra külterületen jár, 4,7 kilométer megtételét követően pedig ki is lép a település határai közül.
Kunhegyes területén folytatódik, de lakott helyeket sokáig itt sem érint. A hetedik kilométerét elhagyva áthalad a Nagykunsági öntöző főcsatorna fölött, Kunhegyes első házait pedig majdnem pontosan a tizedik kilométerénél éri el. Települési neve előbb Tiszagyendai út, majd egy kisebb iránytörés után az Ady Endre utca nevet veszi fel. Így is ér véget, a város központjában, beletorkollva a 34-es főútba, annak a 37. kilométere közelében. Majdnem pontosan ugyanott indul, a főútból észak felé kiágazva az Abádszalókra vezető 3221-es út is.
Teljes hossza, az országos közutak térképes nyilvántartását szolgáló kira.kozut.hu adatbázisa szerint 10,784 kilométer.

## Története
1934-ben a kereskedelem- és közlekedésügyi miniszter 70 846/1934. számú rendelete a mai teljes hosszában harmadrendű főúttá nyilvánította, a Jászkisér és Kunhegyes közti 322-es főút részeként.

## Települések az út mentén
- Tiszagyenda
- Kunhegyes